# Malcolm Goodwin
Malcolm Goodwin (New York, 28 novembre 1982) è un attore statunitense.

## Biografia
Nato il 28 novembre 1982 a Brooklyn (New York) e formatosi al Julia Richman Talent Unlimited Program di New York City, Goodwin ha proseguito gli studi di recitazione al SUNY Purchase College Acting Conservatory, dove ha conseguito una laurea in Arti Teatrali e Cinema. Goodwin è noto al grande pubblico principalmente per il suo ruolo di Clive Babineaux nella serie commedia drammatica soprannaturale iZombie (2015-2019).

## Filmografia parziale

### Cinema
- Backseat, regia di Bruce Van Dusen (2005)
- La casa dei sogni (The Architect), regia di Matt Tauber (2006)
- American Gangster, regia di Ridley Scott (2007)
- In amore niente regole (Leatherheads), regia di George Clooney (2008)
- Sex List - Omicidio a tre (Deception), regia di Marcel Langenegger (2008)
- Una squadra molto speciale (The Longshots), regia di Fred Durst (2008)
- Miracolo a Sant'Anna (Miracle at St. Anna), regia di Spike Lee (2008)
- Lazarus Project - Un piano misterioso (The Lazarus Project), regia di John Patrick Glenn (2008)
- Ricomincio da zero (Crazy on the Outside), regia di Tim Allen (2010)
- Freelancers, regia di Jessy Terrero (2012)
- Run All Night - Una notte per sopravvivere (Run All Night), regia di Jaume Collet-Serra (2015)
- Ring Ring, regia di Adam Marino (2019)

### Televisione
- Color of Justice - film TV (1997)
- I signori della fuga (Breakout Kings) - 23 episodi (2011-2012)
- iZombie - 71 episodi (2015-2019)
- The Fugitive - miniserie TV (2020)
- Reacher - 9 episodi (2022-2023)
- La caduta della casa degli Usher (The Fall of the House of Usher) – miniserie TV, 8 episodi (2023)

## Doppiatori italiani
Nelle versioni in italiano delle opere in cui ha recitato, Malcolm Goodwin è stato doppiato da:
- Paolo Vivio in I signori della fuga, House of Cards - Gli intrighi del potere, Bull
- Fabrizio Manfredi in Lazarus Project - Un piano misterioso, iZombie
- Emiliano Coltorti in Freelancers
- Marco Giansante in Bones
- Giuliano Bonetto in Una squadra molto speciale
- Alberto Bognanni in Blue Bloods
- Fabrizio De Flaviis in Reacher
- Raffaele Carpentieri ne La caduta della casa degli Usher